# Lene Tranberg
Lene Tranberg (Copenaghen, 29 novembre 1956) è un'architetta danese, cofondatrice di Lundgaard & Tranberg.

## Biografia
Lene Tranberg è nata a Copenaghen nel 1956. Nel 1977 è stata ammessa all'Accademia delle belle arti di Copenaghen, dove ha studiato architettura con l'architetto Erik Christian Sørensen.
Nel 1983 un anno prima di laurearsi, ha cofondato Lungaard & Tranberg con Boje Lundgaard. L'azienda ha guadagnato molta rilevanza dopo la fine del millennio con la costruzione di numerosi edifici di alto profilo a Copenaghen, tra cui in particolare modo le residenze studentesche Tietgenkollegiet e l'edificio teatrale Royal Danish Playhouse. Sono considerati entrambi come gli edifici danesi di maggiore successo di questo decennio.
Parallelamente alla sua effettiva carriera come architetta, Tranberg ha iniziato ad insegnare nell'Accademia nel 1986 ed è stata lettrice dal 1989 al 1998. Ha anche detenuto numerose posizioni nel mondo dell'architettura danese, inclusa la posizione di amministratore delegato nel Centro di Architettura Danese dal 1998 al 2002.

## Premi e riconoscimenti

### Individuali
- 1994 - Medaglia Eckersberg conferita dall'Accademia reale danese
- 2002 - Premio Dreyer Honorary conferito dalla The Dreyer Foundation
- 2005 - Premio Nykredit Memorial conferito dalla Nykredit Foundation
- 2005 - Premio C. F. Hansen conferito dall'Accademia reale danese
- 2008 - Premio Jubilee Fund conferito dalla Banca nazionale danese
- 2010 - Donna d'affari dell'anno[5]
- 2010 - Membro onorevole della American Institute of Architects[6]
- 2014 - Medaglia del Principe Eugenio conferita per l'architettura[7]

### Progetti
- 2006 - Premio Europeo RIBA conferito dalla Royal Institute of British Architects per il Kilen[8]
- 2007 - Premio Europeo RIBA conferito dalla Royal Institute of British Architects per il Tietgenkollegiet[9]
- 2008 - Premio Europeo RIBA conferito dalla Royal Institute of British Architects per la Royal Danish Playhouse[10]
- 2008 - IF Product Design Award conferito dal iF International Forum Design per la sedia del Royal Danish Playhouse
- Red Dot Design Award conferito dal Museo Red Dot per la sedia del Royal Danish Playhouse